# Jonas Dobkevičius

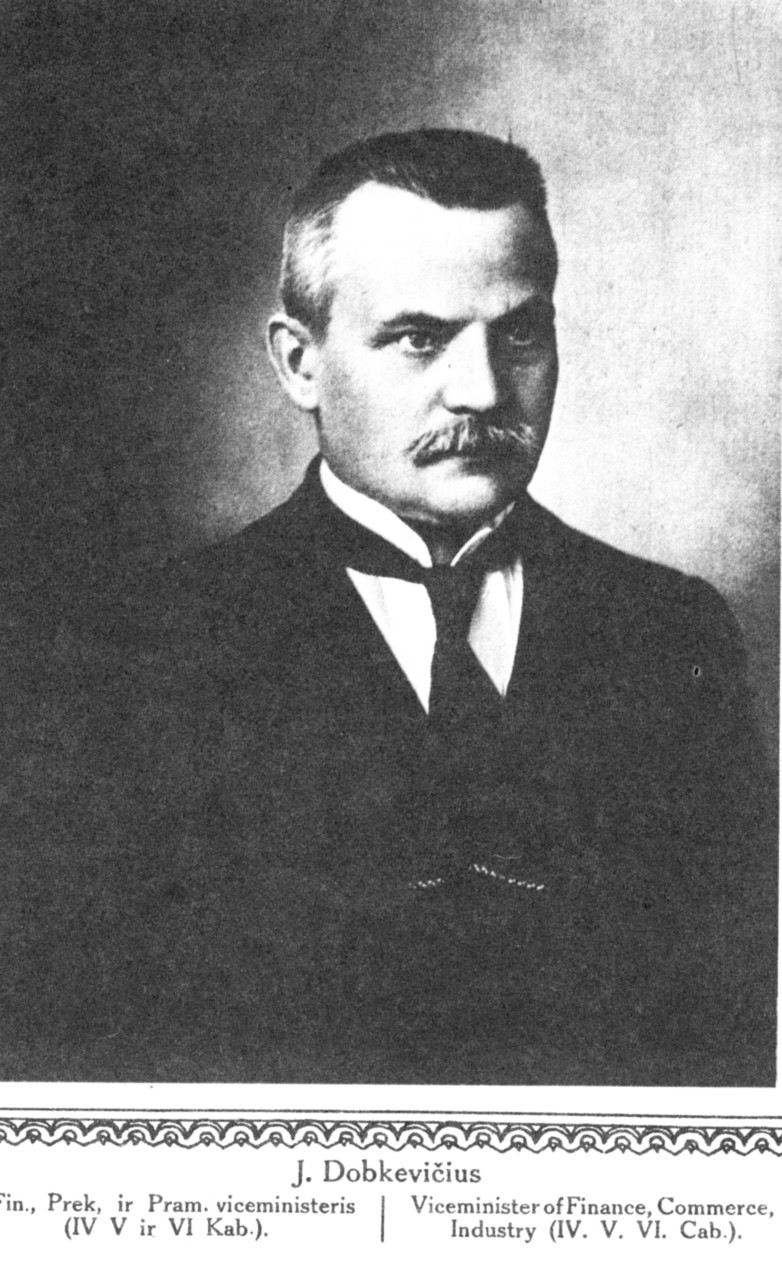
Jonas Dobkevičius

Jonas Dobkevičius (bis 1885 Daukus; * 6. Dezember 1866 in Mieliūnai bei Rokiškis, Wolost Svėdasai; † 23. Juli 1934 im Gutshof Medemrodė, Rajongemeinde Akmenė) war ein litauischer Politiker.

## Leben
Jonas Dobkevičius absolvierte das Gymnasium Šiauliai und das Studium 1893 an der Universität Petersburg.
Ab 1894 arbeitete er in der Bank in Sankt Petersburg und ab 1919 im Wirtschaftsministerium Litauens. Ab 1920 war er Vizeminister und 1922 Finanzminister und Handels- und Industrieminister Litauens. Von 1933 bis 1934 war er ungarischer Generalkonsul in Litauen.
Er leitete zudem die litauische Schachvereinigung „Lietuvos šachmatininkų sąjunga“.
Sein Sohn Jurgis Dobkevičius war Pilot.